# Nilda M. Dottori
Nilda M. Dottori ( 16 de septiembre de 1944 - ) es una botánica y profesora argentina. En 1988 se doctoró en Ciencias Naturales, en la Facultad de Ciencias Exactas, Físicas y Naturales de la Universidad Nacional de Córdoba, Córdoba (Argentina). Es investigadora en el campo de la embriología y la anatomía vegetal; como "investigadora principal" del CONICET; y desde el 1 de abril de 1993 es profesora titular de Morfología Vegetal.
Su tesis doctoral versó sobre "Anatomía reproductiva en Ulmaceae sensu latocon especial referencia a la embriología y carpología" 212 pp. presentada a la Fac. de Ciencias Exactas, Físicas y Naturales de la Univ. Nacional de Córdoba.

## Algunas publicaciones
- Dottori, N., M. T. Cosa, M. Matesevach, M. Hadid, L. Stiefkens & N. Delbón. 2013. Atlas de Anatomía Vegetal. Tejidos y órganos vegetativos. Arnaldoa 20 (2): 13-22. ISSN: 1815-8242.
- Matesevach Becerra, A. M., N. Dottori & M. T. Cosa. 2000. Desarrollo de la semilla y del fruto de Aloysia polystachya (Griseb.) Moldenke (Verbenaceae). Kurtziana 28 (2): 239-250. ISSN. 0075-7314.
- teresa emil Di Fulvio, m.t. Cosa, n. Dottori. 1999. Morfología y vascularización floral de Draperia, Emmenanthe, Hesperochiron, Romanzoffia y Tricardia (Phacelieae, Hydrophyllaceae). Kurtziana 27 (1): 187-209

- ----------------------, ------------------, ---------------. Morfología y vascularización floral de Turricula parryi (Hydrophyllaceae). Kurtziana 25: 47-66. 1997

- ----------------------, n. Dottori. Contribución al conocimiento de Tricomas y emergencias en Hydrophyllaceae. Clasificación y consideraciones taxonómicas. Kurtziana 24: 19-64, f. 1-21), 1995

- ----------------------, ------------------, m.t. Cosa. Ontogenia y estructura del fruto y de la semilla de Lemmonia californica (Phacelieae, Hydrophyllaceae), en relación a la taxonomía. Kurtziana 22: 31 46, 1993

- n. Dottori. 1991. Anatomía reproductiva en Ulmaceae sensu lato II. Esporangios, esporogenesis y gametogenesis de Phyllostylon rhamnoides y Celtis tala. Kurtziana 21: 81-100

- --------------. 1990. Anatomía reproductiva en Ulmaceae sensu lato II. Estructura y desarrollo del fruto de Celtis tala y Trema micrantha. Bol. Soc. Argent. Bot. 126 (3-4): 247-257

- --------------. 1989. Anatomía reproductiva en Ulmaceae sensu lato. Estructura y desarrollo del fruto de Phyllosthylon rhamnoides. Bol. Soc. Argent. Bot. 26 (1-2): 85-89, 1989

- --------------, a.t. Hunziker. 1984. Ulmaceae. En los Géneros de Fanerógamas de Argentina, claves para su identificación. Bol. de la Soc. Argent. Bot. 23 (1-4) : 255

- --------------. 1983. Anatomía del pericarpo de Aphananthe monoica (Ulmaceae). Kurtziana 16: 91-99

- --------------. 1978. Sparrea, nuevo género de Ulmaceae. Kurtziana 11: 25-40

- --------------. 1976. Morfología foliar en Celtis tala y C. pallida con especial referencia a los domacios. Kurtziana l9: 63-80

- a.t. Hunziker, n. Dottori. 1976. Contribución al conocimiento, de los talas (Celtis, Ulmaceae) de Argentina, con especial referencia a la región mediterránea. Kurtziana 19: 103-140.

### Libros
- n. Dottori pp. 293, 294 y 295 en Base Bibliográfica del Boletín de la Sociedad Argentina de Botánica 1946-1995. 1998: 1-30: 1-54

Trabajos citados en el libro: Hunziker, A. T. 2001. Genera Solanacearum. The genera of Solanaceae illustrated arranged according to a new system. Ganter Verlag, Alemania
- --------------. 1995. Ontogenia y anatomía de fruto y semilla de Solanum sect. Cyphomandropsis (Solanaceae) de Argentina. Kurtziana 24: 83-104, f. 1-7

- --------------. 1998. Ontogenia de fruto y semilla de Solanum juvenale Thell. (Solanaceae). Kurtziana 26: 13-22

- m.t. Cosa, g. Bruno, n. Dottori. Anatomía comparada de órganos vegetativos en Solanum juvenale y S. elaegnifolium. Anales del Inst. de Biología de México. Serie Botánica. 69 (1): 9-22, 1998

- n. Dottori, m.t. Cosa. Anatomía y ontogenia de fruto y semilla de Solanum hieronymi Kuntze (Solanaceae). Kurtziana 27 (2): 293-302. 1999

- g. Bruno, m.m. Cosa, n. Dottori. Ontogenia de tricomas estrellados en Solanum elaeagnifolium (Solanaceae). Kurtziana 27 (1): 169-172. 1999.
- 2006. Cosa, M. T., N. Dottori, G. Bruno, M. Hadid, L. Stiefkens, I. Liscovsky & A. M. Matesevach. Atlas de Anatomía Vegetal. I: Tejidos y órganos vegetativos. 1-146. ISBN: 13-978-987-23051-1-6. Editorial Universitas. Argentina.
- 2008. Dottori, N., M. T. Cosa, G. Bruno, M. Hadid, L. Stiefkens, N. Delbón & M. Matesevach. Atlas de Anatomía Vegetal. II: Estructuras reproductivas. ISBN: 9-789503-306628. Cátedra de Morfología Vegetal. Escuela de Biología. Facultad de Ciencias Exactas, Físicas y Naturales. Editorial FCEFyN (UNC). En formato de CD.
- 2011. Cosa, M. T., N. Dottori, G. Bruno, M. Hadid, L. Stiefkens, I. Liscovsky, M. Matesevach & N. Delbón. Atlas de Anatomía Vegetal. I: Tejidos y órganos vegetativos. ISBN: 978-950-33-0879-0. Cátedra de Morfología Vegetal. Escuela de Biología. Facultad de Ciencias Exactas, Físicas y Naturales. Editorial FCEFyN (UNC). En formato de CD.
- 2012. Cosa, M. T., M. Hadid, L. Stiefkens, N. Delbón, M. Matesevach, P. Wiemer, S. Machado, S. Figueroa & N. Dottori. Atlas de Anatomía Vegetal III: Adaptaciones a la diversidad de ambientes. ISBN: 978-950-33-0962-9. Cátedra de Morfología Vegetal. Escuela de Biología. Facultad de Ciencias Exactas, Físicas y Naturales. Editorial FCEFyN (UNC). En formato de CD.
- 2013. Cosa, M. T., N. Dottori, M. Hadid, L. Stiefkens, A. M. Matesevach, N. Delbón, P. Wiemer, S. Machado, S. Figueroa & V. Cabrera. Atlas de Anatomía Vegetal IV: Estructuras secretoras. ISBN: 978-950-33-1054-0. Cátedra de Morfología Vegetal. Escuela de Biología. Facultad de Ciencias Exactas, Físicas y Naturales. Editorial FCEFyN (UNC). En formato de CD.
- 2015. Cosa, M. T., N. Dottori, M. Hadid, L. Stiefkens, A. M. Matesevach, N. Delbón, P. Wiemer, S. Machado & V. Cabrera. Atlas de Anatomía Vegetal V: Exomorfología de las plantas con flores. ISBN 978-950-33-1215-5. Cátedra de Morfología Vegetal. Escuela de Biología. Editorial FCEFyN (UNC). En formato de CD.

## Honores
Miembro
- Sociedad Argentina de Botánica

- La abreviatura «Dottori» se emplea para indicar a Nilda M. Dottori como autoridad en la descripción y clasificación científica de los vegetales.[2]